# Alles was recht ist – Die italienische Variante
Alles was recht ist – Die italienische Variante ist der zweite Teil der deutschen Fernsehfilmreihe Alles was recht ist. Im Mittelpunkt der Komödie steht die Richterin Dr. Lena Kalbach (Michaela May), die weiterhin Arbeit und Privatleben in der hessischen Stadt Fulda meistert. Der Film wurde erstmals am 7. Mai 2009 um 20:15 Uhr in Das Erste ausgestrahlt  und mittlerweile auch in den Regionalprogrammen der ARD wiederholt. Die Erstausstrahlung des zweiten Teils sahen 4,1 Millionen Fernsehzuschauer.

## Handlung
Der Film knüpft nahtlos an den ersten Teil an. Richterin Dr. Lena Kalbach hat sich, nach ihrer Strafversetzung aus Frankfurt am Main, gut in Fulda eingewöhnt. So wohnt weiter zusammen mit ihrer Tochter Nike in einem Haus, auch wenn es wie gewohnt Spannungen zwischen beiden gibt.
Mit dem Gerichtsdirektor Dr. Kästle verbindet Lena alles andere als Sympathie. Er will Lena loswerden. Dies ermuntert Lena erst recht am Amtsgericht Fulda zu bleiben. In einem neuen Fall  muss sie die Räumungsklage des Baumagnaten Canninenberg gegen die alleinerziehende Ladenbesitzerin Christine Schrunz für rechtens erklären; ihr eigenes Gefühl für Gerechtigkeit verlangt aber nach einem anderen Urteil, zumal ihr auf Anwaltsseite der gewiefte Advokat Teddy Klein gegenübersitzt, der ihr die Strafversetzung nach Fulda eingebrockt hat. Lena kann juristisch jedoch nicht anders entscheiden und so nimmt Antonio Malvati, der Freund von Christine Schrunz, die Angelegenheit in seine Hände. Er ist Italiener und bekämpft den Baumagnaten mit italienischen Methoden. Er weiß, dass man Betrüger ebenfalls nur mit Betrug bekämpfen kann. Er erleichtert Canninenberg um einhunderttausend Euro, sodass sich seine Freundin einen neuen Laden einrichten kann. Zwar versucht Canninenberg umgehend Antonio Malvati zu verklagen, scheitert damit jedoch aufgrund der fehlenden Beweise.
Derweil flirtet Teddy Klein nicht nur mit Lena, sondern setzt seine Verführungskünste auch vermehrt bei Lenas Tochter Nike ein. Lena beobachtet dies mit Sorge, denn offensichtlich sind seine Bemühungen um die Gunst der beiden nur Mittel zum Zweck, um sich mögliche Vorteile bei seinen Klienten zu verschaffen.

## Produktion
Der Fernsehfilm ist eine erneute filmpool-Produktion im Auftrag der ARD Degeto. Der Fernsehfilm wurde vom 2. bis 31. Juli 2008 in Köln sowie in der Barockstadt Fulda und Umgebung gedreht.

## Fortsetzungen
Der dritte Teil, der unter dem vorläufigen Arbeitstitel Alles was recht ist – Väter im Sommer 2009 abgedreht wurde, kam am 13. Januar 2011 um 20:15 Uhr in Das Erste nun unter dem Titel Alles was recht ist – Väter, Töchter, Söhne zur Erstausstrahlung.
Der vierte Teil schließlich wurde im Sommer 2010 mit dem Titel Alles was recht ist – Sein oder Nichtsein gedreht und am 20. Januar 2011 ebenfalls um 20:15 Uhr in Das Erste gezeigt.
4,2 Millionen Zuschauer erreichte die zweite Folge. Im Januar 2011 wurde die Folge drei von 3,7 Millionen gesehen, eine Woche später wurden mit dem vierten Teil 4,5 Millionen Zuschauer erreicht. Da die Einschaltquoten unter dem Durchschnitt des Senders lagen, wurde die Serie eingestellt.

## Kritiken
Die Kritiken zu dieser Komödie fallen wieder recht verhalten aus.
Rainer Tittelbach von tittelbach.tv schreibt: „Von Müttern und Töchtern, von windigen Charmeuren, sympathischen Gaunern und fiesen Geschäftemachern handelte die zweite Episode aus der losen ARD-Reihe „Alles was recht ist“. Die Grundidee: eine Alt-68erin fegt im Kampf gegen Kleinmut und Konventionen mit frischem Besen und feschen Stöckelschuhen durch Fulda. [Es ist zwar] gepflegte Unterhaltung der erträglichen Art, [doch] das nächste Mal nicht nur die Talare auslüften, sondern auch mehr Frischluft in die Handlungsmuster pumpen!.“
Bei Kino.de ist man der Meinung, dass die Kombination von Mutter und Tochter allemal ein „amüsantes Potenzial [besitzt. Und].[...] dass die Rolle der Carla für den zweiten Film von der vortrefflichen jungen Anna Hausburg übernommen wurde,[...] ist ohne Frage ein weiterer Gewinn für den Film. [...] Mögen auch Michaela Mays Röcke deutlich zu kurz sein und die Prozesse mitunter zur Posse ausarten: Das Potenzial der Reihe [...] ist bei Weitem noch nicht ausgeschöpft.“
Die Kritiker der Fernsehzeitschrift TV-Spielfilm beurteilen diese zweite TV-Familienkomödie mit Michaela May recht nüchtern: „Hohes Gericht trifft niedrigen Anspruch.“